# Jalta
Jalta (anche Yalta secondo la traslitterazione anglosassone, in ucraino, in russo e tataro di Crimea: Ялта, Jalta; in yiddisch: יאלטע Jalte) è una città della Crimea di circa 74 652 abitanti.
La città è attraversata dai fiumi Derekojka ed Učan-Su ed è attorno alle sue sponde che si sviluppa il centro abitato. La baia di Jalta offre inoltre diverse spiagge di elevato interesse turistico.

## Geografia
La città si trova sulla costa meridionale della penisola della Crimea.

### Clima
| Jalta (1991-2020) Fonte:    | Mesi         | Mesi         | Mesi        | Mesi        | Mesi        | Mesi        | Mesi        | Mesi        | Mesi        | Mesi        | Mesi        | Mesi        | Stagioni | Stagioni | Stagioni | Stagioni | Anno  |
| Jalta (1991-2020) Fonte:    | Gen          | Feb          | Mar         | Apr         | Mag         | Giu         | Lug         | Ago         | Set         | Ott         | Nov         | Dic         | Inv      | Pri      | Est      | Aut      | Anno  |
| --------------------------- | ------------ | ------------ | ----------- | ----------- | ----------- | ----------- | ----------- | ----------- | ----------- | ----------- | ----------- | ----------- | -------- | -------- | -------- | -------- | ----- |
| T. max. media (°C)          | 7,4          | 7,7          | 10,4        | 14,8        | 20,5        | 25,7        | 29,1        | 29,4        | 24,2        | 18,3        | 12,8        | 8,9         | 8,0      | 15,2     | 28,1     | 18,4     | 17,4  |
| T. media (°C)               | 4,6          | 4,6          | 6,8         | 11,1        | 16,4        | 21,6        | 24,8        | 25,0        | 20,1        | 14,6        | 9,7         | 6,3         | 5,2      | 11,4     | 23,8     | 14,8     | 13,8  |
| T. min. media (°C)          | 2,5          | 2,2          | 4,1         | 8,1         | 13,1        | 18,1        | 21,1        | 21,5        | 16,8        | 11,7        | 7,2         | 4,1         | 2,9      | 8,4      | 20,2     | 11,9     | 10,9  |
| T. max. assoluta (°C)       | 17,8 (1958)  | 20,2 (2017)  | 27,8 (1952) | 28,5 (2004) | 33,0 (1993) | 35,0 (2016) | 39,1 (1998) | 39,1 (2010) | 33,2 (1987) | 31,5 (1999) | 25,2 (2001) | 22,0 (1976) | 22,0     | 33,0     | 39,1     | 33,2     | 39,1  |
| T. min. assoluta (°C)       | −12,2 (1950) | −12,3 (1985) | −7,3 (1985) | −3,8 (2004) | 2,8 (1952)  | 7,8 (1958)  | 12,4 (1985) | 10,0 (1960) | 3,9 (1951)  | −1,1 (1951) | −8,9 (1953) | −7,4 (2002) | −12,3    | −7,3     | 7,8      | −8,9     | −12,3 |
| Nuvolosità (okta al giorno) | 7,6          | 6,9          | 6,8         | 6,3         | 5,3         | 4,5         | 3,4         | 3,2         | 4,0         | 5,4         | 6,5         | 7,4         | 7,3      | 6,1      | 3,7      | 5,3      | 5,6   |
| Precipitazioni (mm)         | 76           | 56           | 48          | 29          | 36          | 35          | 32          | 43          | 43          | 52          | 57          | 84          | 216      | 113      | 110      | 152      | 591   |
| Giorni di pioggia           | 14           | 12           | 13          | 12          | 11          | 10          | 8           | 7           | 10          | 10          | 12          | 15          | 41       | 36       | 25       | 32       | 134   |
| Nevicate (cm)               | 1            | 1            | 1           | 0           | 0           | 0           | 0           | 0           | 0           | 0           | 0           | 0           | 2        | 1        | 0        | 0        | 3     |
| Giorni di neve              | 6            | 6            | 4           | 0,2         | 0,0         | 0,0         | 0,0         | 0,0         | 0,0         | 0,0         | 1,0         | 3,0         | 15,0     | 4,2      | 0,0      | 1,0      | 20,2  |
| Giorni di nebbia            | 1            | 1            | 2           | 3           | 2           | 1           | 0           | 0,1         | 0,04        | 0,0         | 1,0         | 0,0         | 2,0      | 7,0      | 1,1      | 1,0      | 11,1  |
| Umidità relativa media (%)  | 76           | 73           | 73          | 72          | 69          | 68          | 62          | 61          | 65          | 71          | 75          | 75          | 74,7     | 71,3     | 63,7     | 70,3     | 70    |
| Vento (direzione-m/s)       | W 2,1        | W 2,1        | E 2,0       | E 1,8       | E 1,7       | W 1,6       | W 1,7       | W 1,8       | W 1,9       | W 1,9       | W 1,9       | W 2,0       | 2,1      | 1,8      | 1,7      | 1,9      | 1,9   |

## Storia
L'esistenza di Jalta fu registrata per la prima volta nel XII secolo da un geografo arabo, che la descrisse come un porto e una zona di pesca bizantini. Divenne parte della rete di colonie commerciali genovesi della costa della Crimea nel XIV secolo, quando era conosciuta come Etalita o Galita. La Crimea fu conquistata dall'Impero ottomano nel 1475, che la rese un territorio semi-indipendente sotto il governo del Khanato di Crimea, ma la costa meridionale compresa Jalta era sotto il diretto controllo ottomano e formava l'Eyalet di Kefe (Feodosia).
Jalta fu annessa all'Impero russo nel 1783, insieme al resto della Crimea. Prima dell'annessione, i greci di Crimea furono sfollati a Mariupol' nel 1778; uno dei paesi nelle vicinanze in cui si stabilirono si chiamava Ялта (Донецкая область) (Jalta).

### Periodo zarista
Nel periozo zarista divenne una tra le più eleganti città balneari del Mar Nero quando lo zar Alessandro II si stabilì con la sua residenza estiva nella vicina Livadija.

### Periodo sovietico

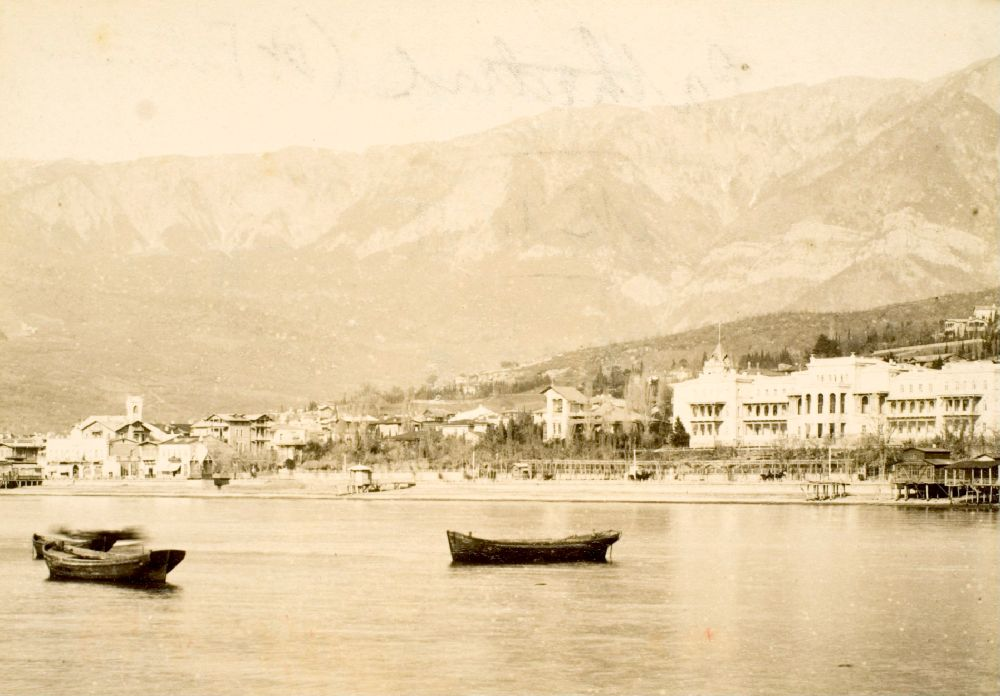
Jalta, Department of Image Collections, National Gallery of Art Library, Washington, DC

Tra il 4 e l'11 febbraio del 1945 nel palazzo imperiale di Livadija si tenne la Conferenza di Jalta, il più famoso degli incontri fra Stalin, Churchill e Roosevelt, nei quali fu deciso quale sarebbe stato l'assetto politico internazionale al termine della Seconda guerra mondiale.
In particolare, furono poste le basi per la divisione dell'Europa e del mondo in zone d'influenza (per cui molti la ritengono il preludio della guerra fredda), per l'amministrazione della Germania occupata e per la successiva istituzione delle Nazioni Unite. Nel 1954 per celebrare i 300 anni di unione tra Russia e Ucraina, il presidente dell'Unione delle Repubbliche Socialiste Sovietiche, Nikita Chruščëv, regalò la penisola all'Ucraina.
È inoltre il luogo in cui, il 21 agosto 1964, morì Palmiro Togliatti, leader del Partito Comunista Italiano, per un'emorragia cerebrale.

### Periodo post-sovietico
Nel 2014 la città è diventata, de facto, parte della Federazione Russa, insieme all'intera Repubblica di Crimea e della città di Sebastopoli, tramite un referendum, non riconosciuto dalla comunità internazionale, che ha visto la vittoria del "sì" per l'annessione alla Federazione Russa.

## Scienza
A Jalta c'è una Università, chiamata Università Crimeana delle Scienze Umane, dove studiano circa 4 000 studenti.

## Monumenti
- Castello Nido di rondine
- Cattedrale di Aleksandr Nevskij
- Casa-Museo di Anton Čechov
- Palazzo imperiale di Livadija
- Palazzo di Alupka
- Palazzo "Jasnaja Poljana"
- Palazzo Massandra
- Palazzo dei principi Jusupov

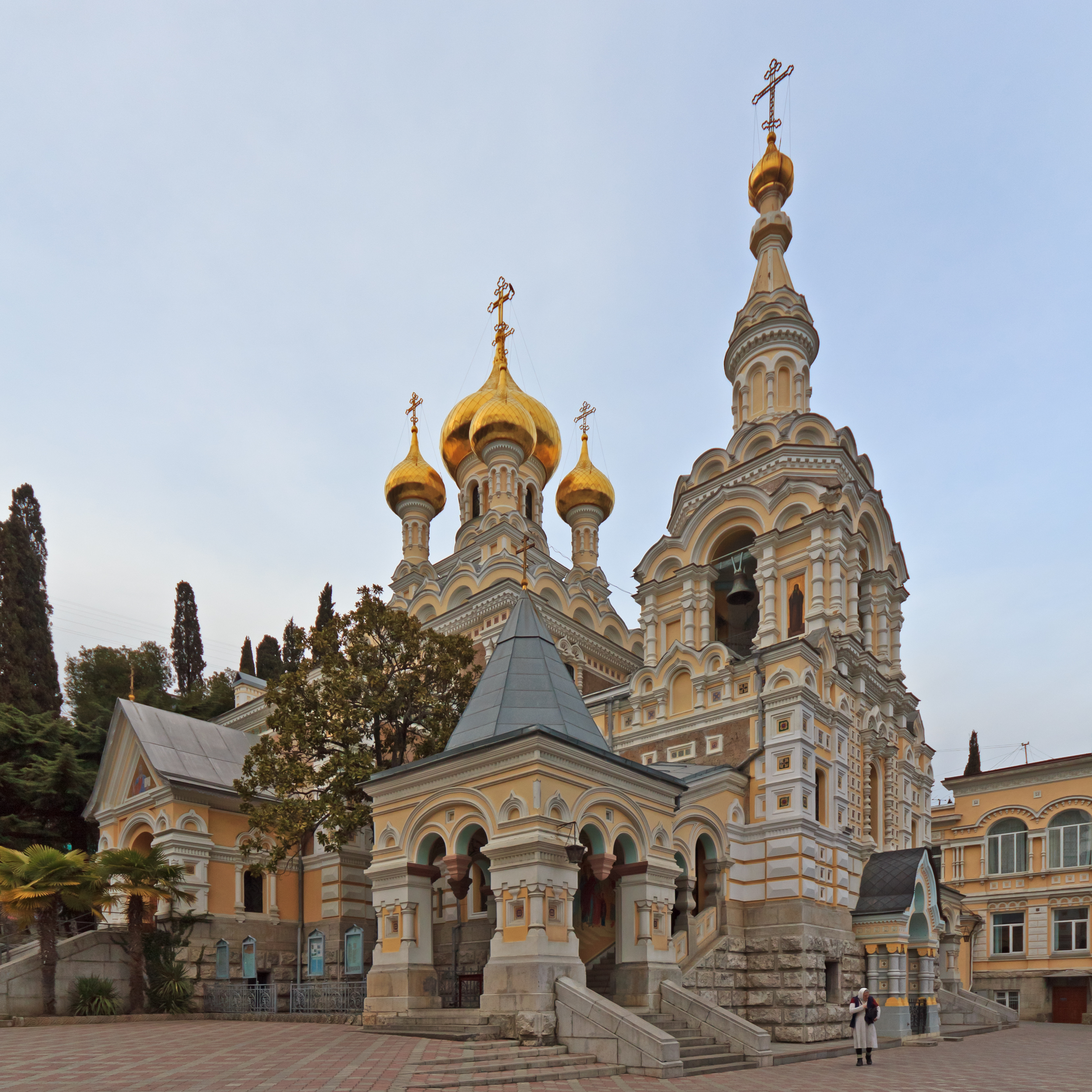
Cattedrale di Aleksandr Nevskij

- Chiesa della Resurrezione di Foros
- Cattedrale di San Giovanni
- La chiesa di Oreanda
- Palazzo della contessa Vadarskaja
- Museo "Poljana Skazok" (dedicato ai personaggi delle fiabe russe)

## Infrastrutture e trasporti
La Krymtrolleybus gestisce con filobus il trasporto pubblico urbano ed interurbano con Sinferopoli (linea 52, 86 km, Filovia Sinferopoli-Alušta-Jalta).

## Amministrazione

### Gemellaggi
Jalta è gemellata con le seguenti città:
- Rodi
- Acapulco
- Nizza
- Salsomaggiore Terme
- Pozzuoli